# 阿拉万卡德
阿拉万卡德（Aravankad），是印度泰米尔纳德邦The Nilgiris县的一个城镇。总人口5304（2001年）。

## 人口
该地2001年总人口5304人，其中男性2811人，女性2493人；0—6岁人口379人，其中男181人，女198人；识字率86.80%，其中男性为91.28%，女性为81.75%。